# Yakovlev Yak-42
Dimensions
Le Yakovlev Yak-42 est un avion de ligne triréacteur fabriqué par le constructeur aéronautique russe Yakovlev. 
Il a été développé pour remplacer les Tupolev Tu-134 et les Antonov An-24. Le premier des trois prototypes a volé pour la première fois le 7 mars 1975 (nom de code de l'OTAN : Clobber) et le premier appareil de production est entré en service en 1980 chez le transporteur russe Aeroflot. Peu de temps après sa mise sur le marché, plusieurs accidents causés par des vibrations dans la queue de l’appareil entraînèrent la suspension des vols. Le Yak-42 a repris du service en Union soviétique vers 1985 après avoir résolu ses problèmes techniques. Cet appareil n’a jamais été exporté comme avion récent, mais après la transition politique en Union soviétique, quelques transporteurs d’Afrique, de Cuba, du Pakistan et de la Yougoslavie en ont loué quelques exemplaires.

## Description

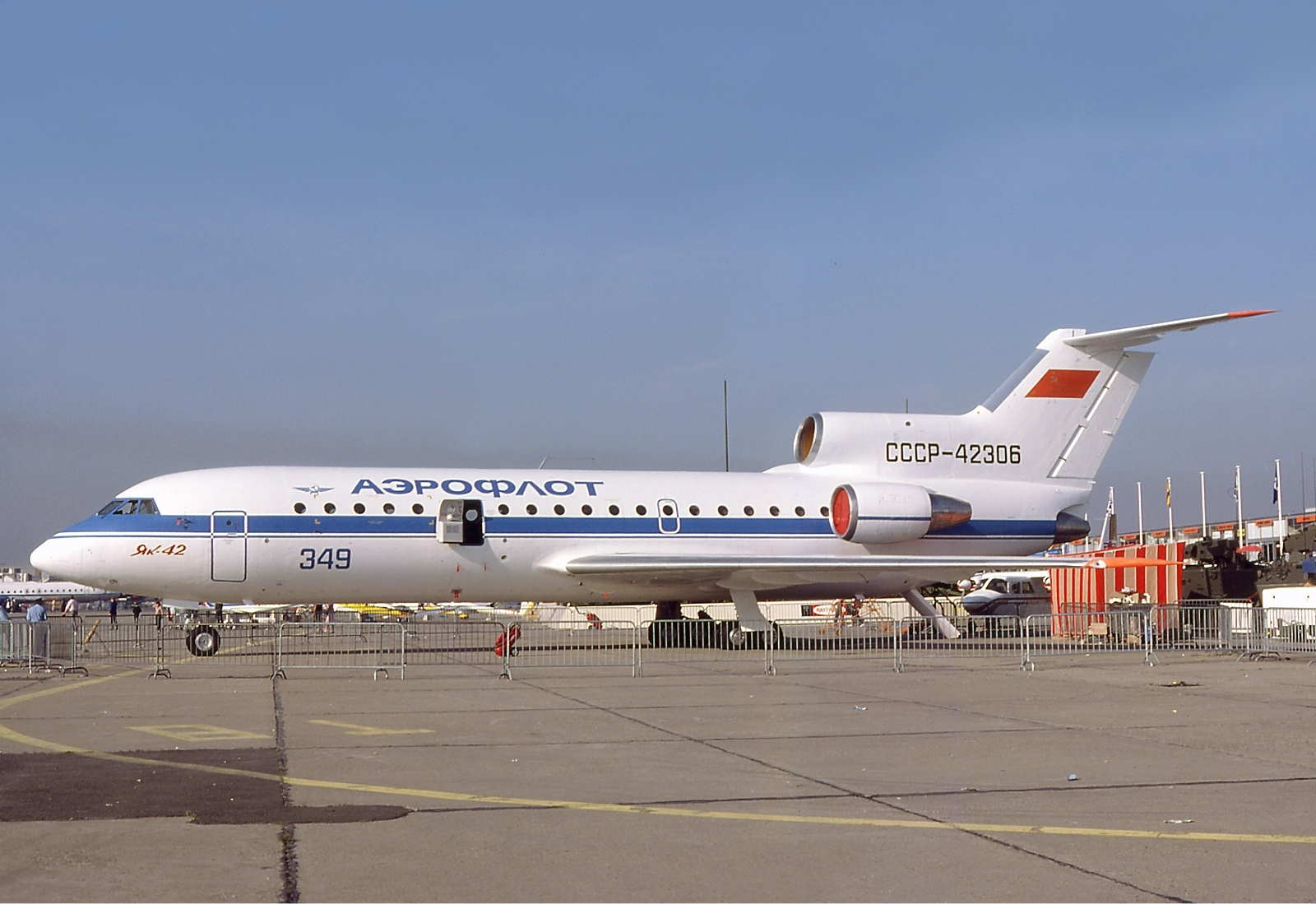
L'avion en exposition au Musée de l'Air et de l'Espace au Bourget en 1981.

Le Yak-42D, version ayant des performances améliorées à tous les niveaux, est entré en production en 1988 et est encore le modèle de production actuel. En août 2006, 130 des 300 Yak-42 produits étaient encore en service. Une version VIP est également disponible sur demande.
Actuellement, Yakovlev met au point une nouvelle version ayant des moteurs D-436 de 7 500 kgp de poussée et des performances améliorées dont la consommation de carburant, le poids maximal au décollage et la distance franchissable.

## Situation actuelle
En août 2007, 133 des 300 avions Yakovlev Yak-42 produits étaient encore en service, principalement chez des compagnies de la CEI : Dniproavia (5), DonbassAero (10), Elbrus-Avia (5), Gazpromavia (7), Karat (5), Kuban Airlines (12), Lviv Airlines (6), Saravia (8), Tatarstan Airlines (7) et Cubana (7). Quelque 25 autres compagnies en utilisent aussi quelques unités.[1]

## Catastrophes aériennes
Le 26 mai 2003, le vol 4230 UM Airlines s'écrase non loin de l'aéroport de Trabzon, en Turquie. Les 74 passages et membres d'équipage, dont 62 militaires espagnols de retour de mission d'Afghanistan, perdent la vie. Le crash est survenu après 2 tentatives d’atterrissage ratées. Le brouillard épais et la fatigue de l'équipage ukrainien sont à l'origine du crash. 
Le 7 septembre 2011, le vol 9633 Yak-Service au départ de Iaroslavl en Russie et à destination de Minsk en Biélorussie s'écrasa peu après son décollage de l'aéroport de Iaroslavl. Cette catastrophe fit 43 morts parmi les 45 occupants. L'avion transportait l'équipe de hockey sur glace du Lokomotiv Iaroslavl dans la Ligue continentale de hockey. Le joueur Aleksandr Galimov, retrouvé vivant mais grièvement blessé, avec des brûlures sur près de 90 % du corps, décéda le 12 septembre, portant le bilan de la catastrophe à 44 morts. Seul un membre de l'équipage, l'ingénieur de vol Alexandre Sizov, lui aussi grièvement blessé, survécut.